# Nevis
Nevis er en lille ø i det Caribiske Hav der udgør den indre bue af Leeward Islands-kæden. Nevis og naboøen Saint Kitts udgør landet Saint Kitts og Nevis. Nevis ligger nær den nordlige ende af øgruppen Små Antiller. Øens hovedstad er Charlestown.
17°09′00″N 62°35′00″V / 17.15°N 62.583333333333°V